# Andrés Junquera
Andrés Avelino Zapico Junquera est un footballeur espagnol des années 1960 et 1970 né à La Felguera dans les Asturies le 23 avril 1946 et mort le 6 mai 2019 à Langreo.

## Biographie
Formé en Asturies, Andrés Junquera débuta avec Unión Popular de Langreo en deuxième division terminant 12e et 13e lors des saisons 1964-1965 et 1965-1966. Il signa ensuite pour le Real Madrid, où il joua de 1966 à 1975, remportant 5 liga, trois coupes du Généralissime, ainsi que le trophée Zamora en 1968, en encaissant 19 buts en 22 matchs. Il finit sa carrière au Real Saragosse, mais en deux saisons, il ne remporta rien et de plus, le Real Saragosse redescend en deuxième division lorsqu'il arrêta sa carrière. 

## Carrière
- 1961-1964 : Cruz Blanca de Lada
- 1964-1966 : Unión Popular de Langreo
- 1966-1975 : Real Madrid
- 1975-1977 : Real Saragosse

## Palmarès
- Championnat d'Espagne de football
  - Champion en 1967, en 1968, en 1969, en 1972 et en 1975
- Coupe d'Espagne de football
  - Vainqueur en 1970, en 1974 et en 1975
  - Finaliste en 1968 et en 1976
- Trophée Zamora
  - Récompensé en 1968